# Президентские выборы в Бразилии (1902)
Президентские выборы в Бразилии 1902 года состоялись 1 марта 1902 года. Победу на них одержал кандидат от Республиканской партии штата Сан-Паулу Родригис Алвис, набравший 91,7 % голосов.

## Результаты
| Кандидат                     | Партия                                      | Голоса  | %    |
| ---------------------------- | ------------------------------------------- | ------- | ---- |
| Родригис Алвис               | Республиканская партия штата Сан-Паулу      | 592 039 | 91,7 |
| Кинтино Бокаюва              | Республиканская партия штата Рио-де-Жанейро | 42 542  | 6,6  |
| Убалдину Фонтора             | Республиканская партия штата Рио-де-Жанейро | 5371    | 0,8  |
| Прочие кандидаты             | Прочие кандидаты                            | 5579    | 0,9  |
| Испорченные/пустые бюллетени | Испорченные/пустые бюллетени                |         | -    |
| Всего                        | Всего                                       | 645 531 | 100  |